# هیوندای اس‌کوپه
{{}}
هیوندایی اسکوپ (Hyundai Scoupe) خودرویی است که در سال‌های ۱۹۹۰–۱۹۹۵در کشور کره جنوبی تولید شده‌است.
این خودرو در کلاس خودرو اسپورت قرار گرفته و است. سیستم جعبه‌دندهٔ آن ۵ دنده به دو صورت خودکار و دستی است.